# Steneromene azanalis
Steneromene azanalis är en fjärilsart som beskrevs av Walker 1859. Steneromene azanalis ingår i släktet Steneromene och familjen mott. Inga underarter finns listade i Catalogue of Life.